# Candy (minialbum NCT Dream)
Candy – piąty minialbum NCT Dream – podgrupy południowokoreańskiego boysbandu NCT. Ukazał się 15 grudnia 2022 roku, nakładem wytwórni SM Entertainment. Płytę promował singel „Candy".

## Lista utworów
| CD | CD                            | CD                        | CD                                                            | CD                                   | CD      |
| Nr | Tytuł utworu                  | Tekst                     | Kompozycja                                                    | Aranżacja                            | Długość |
| -- | ----------------------------- | ------------------------- | ------------------------------------------------------------- | ------------------------------------ | ------- |
| 1. | „Candy”                       | Jang Yong-jin             | Jang Yong-jin                                                 | Kenzie                               | 3:37    |
| 2. | „Graduation”                  | Kenzie                    | Kenzie, Benjamin 55, Junny, Zayson                            | Kenzie, Benjamin 55                  | 3:57    |
| 3. | „Tangerine Love (Favorite)”   | Choi Seo-yul              | Jbach, Landon Sears, David "Dwilly" Wilson, Patrick Lok, MZMC | David "Dwilly" Wilson, Pat Lok, MZMC | 2:58    |
| 4. | „Take My Breath” (kor. 입김)  | Hwang Yu-bin, Mark        | Willie Weeks, Justin Starling, Ryan Curtis                    | Willie Weeks                         | 3:00    |
| 5. | „Moon” (kor. 문)              | Mingtion, Dvwn            | Mingtion, Dvwn                                                | Mingtion                             | 4:13    |
| 6. | „Walk with You” (kor. 발자국) | Kim Chae-ah (153/Joombas) | Adrian McKinnon, Tak (Newtype), 1Take (Newtype)               | Newtype                              | 3:35    |

## Notowania
| Lista                              | Pozycja |
| ---------------------------------- | ------- |
| South Korean Albums (Circle)       | 1       |
| Belgian Albums (Ultratop Flanders) | 112     |
| Japanese Albums (Oricon)           | 2       |
| Japanese Combined Albums (Oricon)  | 2       |
| Japan Hot Albums (Billboard Japan) | 2       |

## Sprzedaż
| Kraj             | Sprzedaż  |
| ---------------- | --------- |
| Korea Południowa | 2 043 067 |
| Japonia          | 79 297    |